# 中国地图出版集团
中国地图出版社集团有限公司，工商登记名称中国地图出版社，簡稱中图集团，是2010年成立的企业集团，由中华人民共和国国务院出资，直属中华人民共和国自然资源部。

## 简介

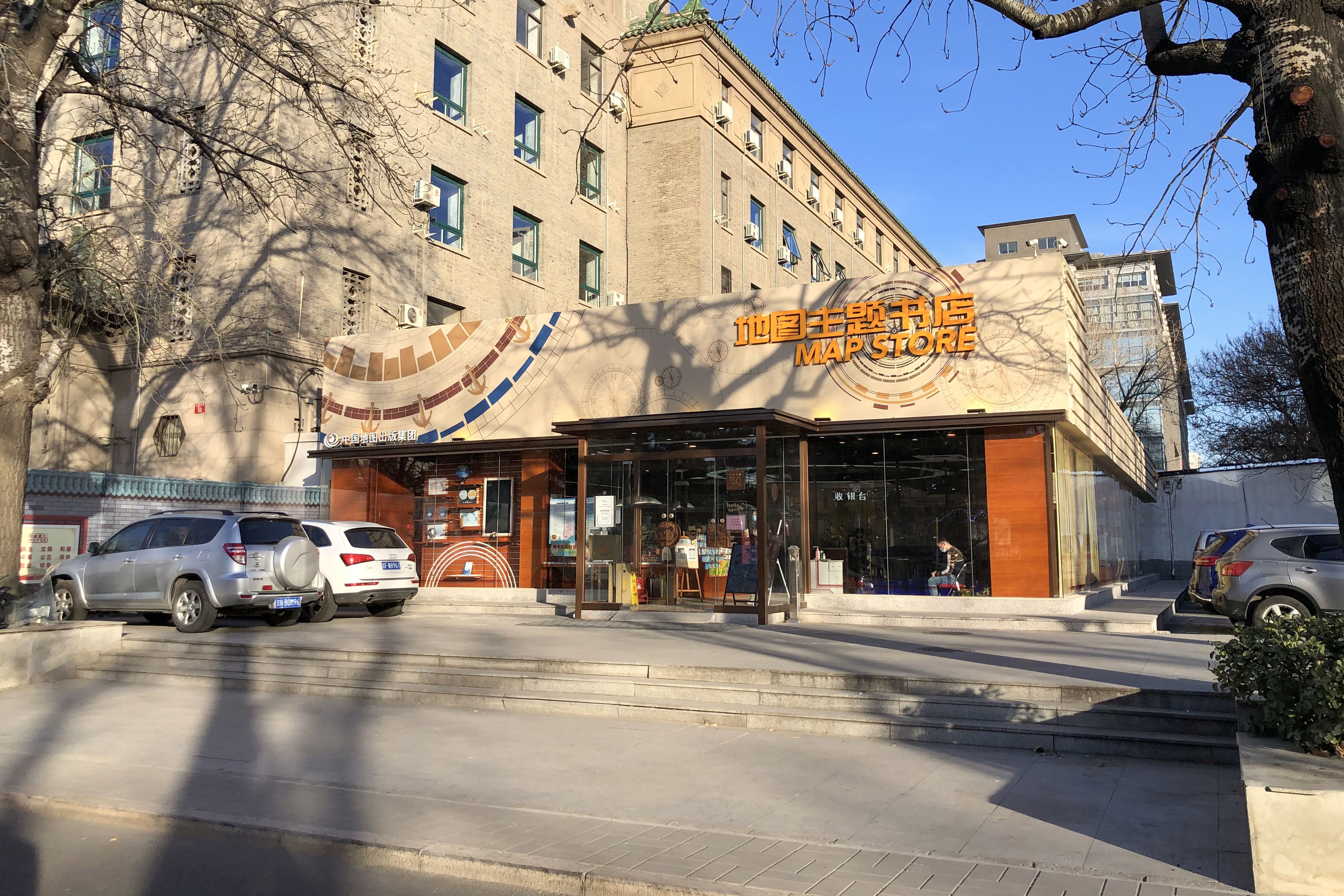
位于三里河路50号测绘出版社旁的地图主题书店

1951年1月，上海市、南京市、武汉市、北京市等城市的亚光舆地学社、亚新地学社、世界舆地学社、东方舆地学社、上海舆地学社、大众舆地学社、大陆舆地学社、大中国图书局（出版地图）、华夏史地学社、寰球舆地学社、国光舆地学社、新光舆地学社、新中舆地学社、复兴舆地学社等14家出版单位联合成立“地图联合出版社”。至1953年元旦，各出版单位合并成私私合营的“地图出版社”，同时租用上海外滩麦加利银行二楼为社址，核实股金旧人民币三十亿元（其中“亚光”占了2/3）。随即整顿机构、健全组织，公推邹新垓任社长，屠思聪、金擎宇为副社长，葛绥成为总编辑，金振宇为经理部经理。1954年10月，私营“地图出版社”与国营新华地图社合并改组为公私合营的“地图出版社”。后迁往北京。
1987年，地图出版社改名为中国地图出版社。
1991年1月1日起，凡在中华人民共和国出版公开地图，按照国家测绘局與中华人民共和国外交部《关于更改公开地图上我国国界线画法依据的通知》（国测发〔1990〕204号）的要求，中华人民共和国国界线一律按照1989年中国地图出版社出版的1:400万《中华人民共和国地形图》绘制，并需附注说明“本图上中国国界线，系按照中国地图出版社1989年出版的1:400万《中华人民共和国地形图》绘制”。
1997年，中国地图出版社和测绘出版社合并。2010年9月，经国家测绘地理信息局批准，以中国地图出版社为母公司，中国地图出版社、测绘出版社、中华地图学社组建中国地图出版集团。
2012年，全球旅行指南品牌孤独星球与中国地图出版社合作，推出中文旅行指南和旅行读物，以及《孤独星球》杂志中文版。2022年，《孤独星球》杂志中文版停刊；2024年，因孤独星球关闭中国办公室，中国地图出版社暂不再出版新的中文指南书。

## 下属出版社
目前，中国地图出版集团有下列出版社子公司：
- 测绘出版社（中国地图出版社的副牌）

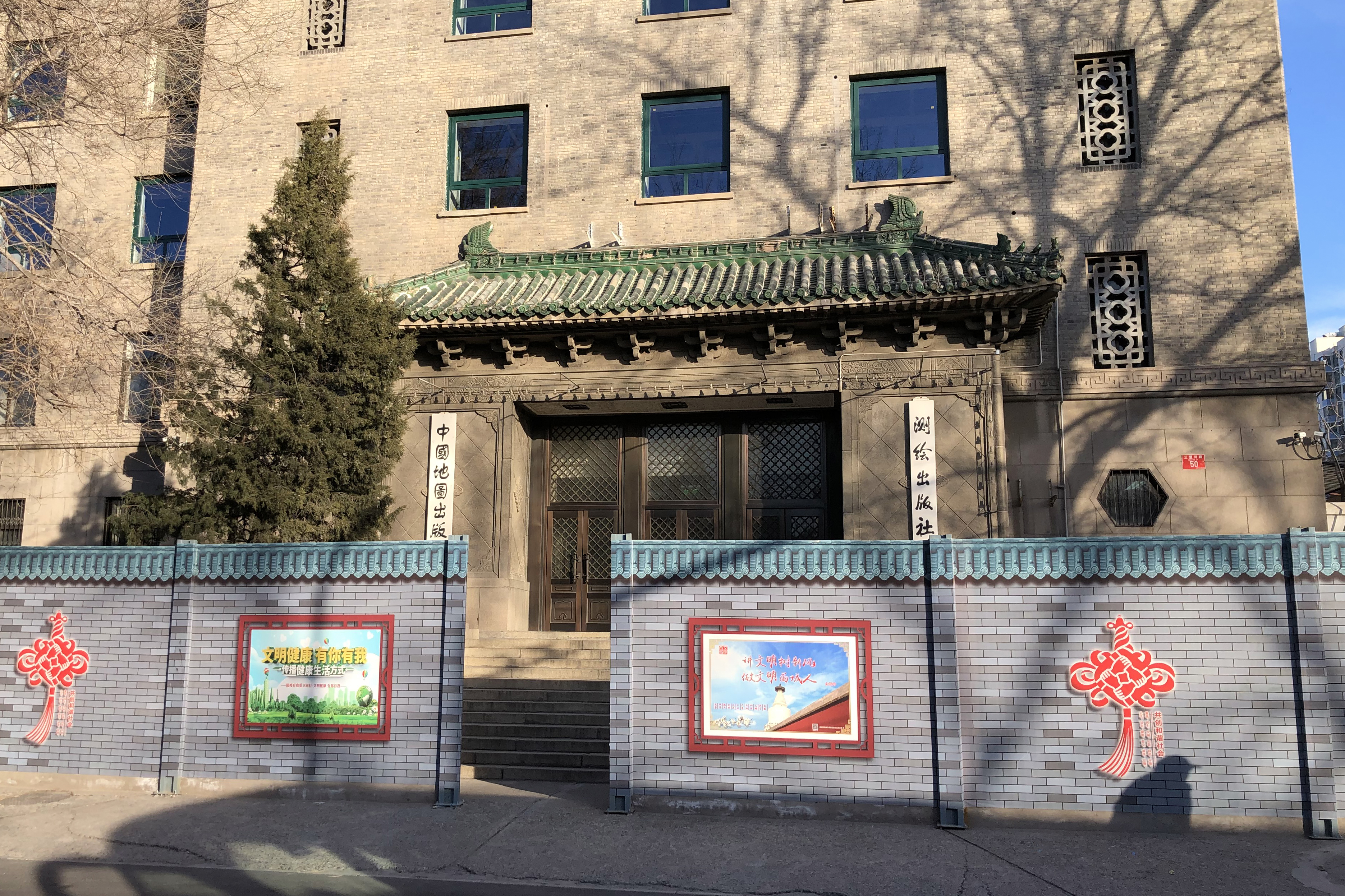
位于三里河路50号的测绘出版社

- 中华地图学社有限公司（加挂国家测绘地理信息局上海地图制印管理处牌子[4]。中华地图学社成立於1975年的上海[5]，為中国地图出版社在上海的分支机构。[6]2002年成為獨立出版社[7]）